# Общероссийский классификатор профессий рабочих, должностей служащих и тарифных разрядов
Общеросси́йский классифика́тор профе́ссий рабо́чих, должносте́й слу́жащих и тари́фных разря́дов (сокр. ОКПДТР) — составная часть Единой системы классификации и кодирования информации (ЕСКК) Российской Федерации, подготовлен в рамках выполнения Государственной программы перехода Российской Федерации на принятую в международной практике систему учёта и статистики в соответствии с требованиями развития рыночной экономики.

## История принятия
ОКПДТР был принят постановлением Госстандарта РФ от 26 декабря 1994 года № 367) и введён в действие с 1 января 1996.
В ОКПДТР неоднократно вносились изменения (23 декабря 1996 г., 10 июня 1999 г., 29 декабря 2003 г., май 2004г., июнь 2007 г.).

## Предназначение
Классификатор предназначен для решения задач, связанных с оценкой численности рабочих и служащих, учётом состава и распределением кадров по категориям персонала, уровню квалификации, степени механизации и условиям труда, вопросами обеспечения занятости, организации заработной платы рабочих и служащих, начисления пенсий, определения дополнительной потребности в кадрах и другими на всех уровнях управления народным хозяйством в условиях автоматизированной обработки информации.
Объектами классификации в ОКПДТР являются профессии рабочих и должности служащих.
Для оформления разрешений на работу или патентов (при указания должности) ФМС (ныне ГУВМ МВД) должность обязательно должна соответствовать данному классификатору. Также в уведомлении о приёме на работу указывается должность согласно этому классификатору.

## Структура
ОКПДТР состоит из двух разделов:
- профессии рабочих;
- должности служащих.

Первый раздел — профессии рабочих — включает профессии рабочих в соответствии с Единым тарифно-квалификационным справочником работ и профессий рабочих (ЕТКС), а также профессии рабочих, права и обязанности которых предусмотрены в уставах, специальных положениях и соответствующих постановлениях, регламентирующих состав профессий в отраслях экономики.
Второй раздел — должности служащих — разработан на основе Единой номенклатуры должностей служащих, Квалификационного справочника должностей руководителей, специалистов и служащих, действующих постановлений и других нормативных документов по вопросам оплаты труда с учётом наименований должностей, применяемых в экономике. Наименования должностей государственных служащих приведены в соответствии с Указами Президента Российской Федерации «О государственных должностях Российской Федерации» № 32 и «О реестре государственных должностей федеральных государственных служащих» № 33 от 11 января 1995 г.
Каждая позиция классификатора состоит из трёх блоков:
- блока идентификации;
- блока наименования объекта классификации;
- информационного блока.

Блок идентификации построен с использованием серийно-порядковой системы кодирования объектов классификации. Идентификационный блок объекта классификации включает пять цифровых десятичных знаков и контрольное число.
Контрольное число рассчитано в соответствии с действующей Методикой расчета и применения контрольных чисел.
Структура кодового обозначения профессии рабочего (должности служащего) в классификаторе:
```
     Х ХХХХ Х
     ▲  ▲   ▲
     │  │   └──────контрольное число (КЧ)
     │  │
     │  └─────серийно─порядковый номер объекта классификации
     │
     │          профессия (1)
     └────────────────────────────────
                должность (2)

```

Блок наименования объекта классификации представляет собой унифицированную запись наименования конкретной профессии рабочего или должности служащего.
В каждом разделе наименования объектов классификации расположены в алфавитном порядке.
Информационный блок профессий рабочих включает фасетные коды, характеризующие соответствие профессии рабочего номеру выпуска ЕТКС (два знака) и определённым позициям Общероссийского классификатора занятий (ОКЗ) ОК 010-93. Последний фасет указывает на базовую группу занятий по ОКЗ и включает четыре знака.
Кроме того, в информационный блок ОКПДТР входят семь фасетов, характеризующих профессии рабочих по следующим признакам:
1. виды производств и работ в соответствии с выпусками ЕТКС — два знака, фасет 01;
2. тарифные разряды — один знак, фасет 02;
3. классы (категории) квалификации — один знак, фасет 03;
4. формы и системы оплаты труда — два знака, фасет 04;
5. условия труда — один знак, фасет 05;
6. степень механизации труда — один знак, фасет 06;
7. производные профессии — один знак, фасет 07.

Пример кодирования по ОКПДТР профессии токаря:
19149 6 02 7223 5 12 1 2, где
1признак профессии;
9149токарь;
6контрольное число;
022-й выпуск ЕТКС;
7223базовая группа по ОКЗ (Станочники на металлообрабатывающих станках, наладчики станков и оборудования);
55-й тарифный разряд;
12сдельно-премиальная система оплаты труда;
1нормальные условия труда;
2рабочий, выполняющий работу при помощи машин и механизмов.
Фасет 07, характеризующий степень квалификации рабочих (старший, помощник), применяют для различных профессий в соответствии с действующими нормативными документами.
Информационный блок должностей служащих включает фасетные коды, соответствующие категории должности (один знак) и также определённым позициям ОКЗ (четыре знака). Три фасета характеризуют должности по следующим признакам:
1. категории должностей — один знак, фасет 10;
2. производные должности — два знака, фасет 11;
3. категории (классы) квалификации — один знак, фасет 12.

Особенностью фасетов 11 и 12 является альтернативность их применения для различных должностей, так как в производных должностях не предусмотрены категории квалификации. Таким образом, в зависимости от должности выбирают фасет 11 или 12.
Пример кодирования по ОКПДТР должности заместителя начальника финансово-экономического отдела:
24695 1 1 1231 03, где
2признак должности;
4695начальник отдела (финансово-экономического и административного);
1контрольное число;
1категория руководителей;
1231базовая группа по ОКЗ (Руководители финансово-экономических и административных подразделений и служб);
03производная должность — заместитель.
Между объектами классификации ОКПДТР и ОКЗ установлены связи, позволяющие относить каждый объект ОКПДТР к соответствующей группировке ОКЗ. В общем случае каждая профессия рабочего или должность служащего может быть однозначно отнесена к определенной группе занятий. Однако в связи с тем, что понятия «занятие», «профессия», «должность» различны, в отдельных случаях, чтобы установить однозначную связь ОКПДТР с ОКЗ, необходимо использовать пояснения к группировкам ОКЗ. Указанные пояснения следует также использовать при кодировании производных профессий рабочих и должностей служащих.
Состав и последовательность расположения фасетов информационного блока определяются спецификой конкретных задач, решаемых с помощью классификатора.
В информационном блоке в качестве дополнительных признаков могут быть использованы также коды и наименования других общероссийских классификаторов технико-экономической информации.
В ОКПДТР принята следующая форма расположения материала:
в разделе «Профессии рабочих»
```
─────┬──┬────────────────────────────────────────────┬────────┬─────┬────
     │  │                                            │Диапазон│Код  │Код
 Код │КЧ│           Наименование профессии           │тарифных│вы─  │по
     │  │                                            │разрядов│пуска│ОКЗ
     │  │                                            │        │ЕТКС │
─────┴──┴────────────────────────────────────────────┴────────┴─────┴────

```

в разделе «Должности служащих»
```
─────┬──┬─────────────────────────────────────────────────────┬─────┬────
     │  │                                                     │ Код │Код
 Код │КЧ│           Наименование должности                    │кате─│по
     │  │                                                     │гории│ОКЗ
─────┴──┴─────────────────────────────────────────────────────┴─────┴────

```

При разработке унифицированных форм документов, в которых используются коды классификатора, должна быть предусмотрена обязательная ссылка на ОКПДТР.
Система ведения классификатора предусматривает взаимодействие НИИ труда (Научно-исследовательский институт труда и социального страхования) и ЦБНТ Минздравсоцразвития РФ с ВНИИКИ Федерального агентства по техническому регулированию и метрологии РФ.

## Применение
С 2021 года применяется на территории ДНР.